# Cap Colbeck
Le cap Colbeck est un cap qui s'avance dans la mer de Ross, à l'extrémité nord-ouest de la terre Marie Byrd, en Antarctique occidental. Il termine la terre du roi Édouard VII et marque la limite entre la côte de Saunders vers l'est en direction de la baie de Sulzberger, et la côte de Shirase vers le sud en direction de la baie d'Okuma. Il est situé dans la dépendance de Ross, revendiquée par la Nouvelle-Zélande. Il a été baptisé en l'honneur de l'explorateur et marin britannique William Colbeck.